# Refuge de Coma Obaga
Le refuge de Coma Obaga est un refuge d'Andorre situé dans la paroisse d'Ordino à une altitude de 2 015 ou 2 016 m,.

## Randonnée
Inauguré en 1981 et propriété du Govern d'Andorra,, le refuge est non gardé (mais entretenu pendant les mois d'été) et ouvert toute l'année,. Il possède une capacité d'accueil de 6 personnes,.
Le refuge de Coma Obaga est accessible depuis Llorts.

## Toponymie
Coma compose de très nombreux toponymes andorrans et peut porter différents sens. Dans le cas du refuge de Coma Obaga, coma prend le sens de « vallée glaciaire servant de paturâge d'estive ».
Obaga est un dérivé d'obac qui signifie « ubac » en catalan et provient du latin opacus (« sombre »). La forme obaga est fréquemment retrouvée dans la toponymie andorrane,.